# Vivi Gioi
Vivienne Trumpymm, conocida como Vivi Gioi (Livorno, Italia, 2 de enero de 1917–Fregene, 12 de julio de 1975) fue una actriz teatral y cinematográfica, además de cantante italiana, conocida por sus actuaciones en filmes del género italiano del teléfono blanco.

## Biografía
De padre noruego, debutó en la pantalla en la película Ma non è una cosa seria  (1936) de Mario Camerini, en la que se le atribuyó el seudónimo de Vivien Diesca (el apellido era un anagrama-homenaje a Vittorio De Sica que la había querido para un pequeño papel). La popularidad llegó con Bionda sottochiave (1939) de Camillo Mastrocinque, con la que se reveló como una de las divas del cine del teléfono blanco.  Después de Rose scarlatte (1940) y L'amante segreta (1941), pasó al cine dramático con Bengasi (1942) de Augusto Genina. El reconocimiento de la crítica llegó con Caccia tragica (1947) de Giuseppe De Santis, que le valió el Nastro d'argento a la mejor actriz de reparto.
Tras finalizar la Segunda Guerra Mundial, actuó en el teatro, primero en la compañía de De Sica, y, en 1949, en una compañía propia fundada junto a Carlo Ninchi y Aroldo Tieri. En la década de 1950, trabajó en una compañía con Enrico Maria Salerno y Luigi Cimara. 
Vivi Gioi falleció en Fregene, Italia, en 1975, a causa de un ataque al corazón. Fue enterrada en el Cementerio de la Misericordia, en Livorno.
Una calle del barrio Ottavia de Roma lleva su nombre.

## Teatro
- A puerta cerrada, de Jean Paul Sartre, con Paolo Stoppa, Rina Morelli y Vivi Gioi, dirección de Mario Chiari. 1945.
- Il matrimonio di Figaro, de Pierre-Augustin Caron de Beaumarchais, con Nino Besozzi, Lia Zoppelli y Vivi Gioi, 1946.
- Muerte de un viajante, de Arthur Miller con Marcello Mastroianni, Vivi Gioi y Rina Morelli, dirección de Luchino Visconti 1949.
- Un tranvía llamado deseo, de Tennessee Williams, con Marcello Mastroianni, Vivi Gioi y Rina Morelli, dirección de Franco Zeffirelli 1949.
- Gli straccioni, de Annibal Caro, con Vittorio Gassman, Massimo Girotti y Vivi Gioi. Dirección de Guido Salvini, 8 de septiembre de 1950.

## Filmografía
| - Ma non è una cosa seria, de Mario Camerini (1936) - Il signor Max, de Mario Camerini (1937) - Bionda sottochiave, de Camillo Mastrocinque (1939) - Frenesia, de Mario Bonnard (1939) - Mille chilometri al minuto, de Mario Mattoli (1939) - Alessandro sei grande!, de Carlo Ludovico Bragaglia (1940) - Vento di milioni, de Dino Falconi (1940) - Rose scarlatte, de Giuseppe Amato y Vittorio De Sica (1940) - Cento lettere d'amore, de Max Neufeld (1940) - Dopo divorzieremo, de Nunzio Malasomma (1940) - La canzone rubata, de Max Neufeld (1940) - Il pozzo dei miracoli, de Gennaro Righelli (1941) - L'amante segreta, de Carmine Gallone (1941) - L'attore scomparso, de Luigi Zampa (1941) - Primo amore, de Carmine Gallone (1941) - Giungla, de Nunzio Malasomma (1942) - Sette anni di felicità, de Roberto Savarese (1942) - Bengasi, de Augusto Genina (1942) - Cortocircuito, de Giacomo Gentilomo (1943) | - Lascia cantare il cuore, de Roberto Savarese (1943) - Harlem, de Carmine Gallone (1943) - Tutta la città canta, de Riccardo Freda (1943) - La casa senza tempo, de Andrea Della Sabbia (1943) - Piazza San Sepolcro, de Giovacchino Forzano (1943) - Turno di notte, de Belisario Randone (1944) - Il marito povero, de Gaetano Amata (1945) - Caza trágica (Caccia tragica), de Giuseppe De Santis (1947) - Il grido della terra, de Duilio Coletti (1949) - Donne senza nome, de Géza von Radványi (1950) - Gente così, de Fernando Cerchio (1950) - La portatrice di pane, de Maurice Cloche (1950) - Senza bandiera, de Lionello De Felice (1951) - La risaia, de Raffaello Matarazzo (1956) - Il processo di Verona, de Carlo Lizzani (1963) - Dio non paga il sabato, de Amerigo Anton (1968) - Il baco da seta, de Mario Sequi (1974) |

## Radio
- Santa Giovanna, de Thierry Maulnier, con Vivi Gioi, Carlo D'Angelo y Vittorio Sanipoli. Dirección de Guido Salvini, 1 de noviembre de 1951.